# St. Gallenkapelle (Hannover)
Die St. Gallenkapelle (auch: St. Galluskirche, Gallenkirche) in der Altstadt von Hannover war im Mittelalter eine dem heiligen St. Gallus gewidmete römisch-katholische Kirche und Kapelle und Nachfolgerin der älteren Burgkapelle St. Galli. Standort des Gebäudes war die Burgstraße Ecke Bockstraße (auf dem heutigen Ballhofplatz), wo sich später das ursprüngliche Spittahaus erhob.

## Geschichte
Nach der Schleifung der verhassten Burg Lauenrode 1371 durch die Bürger der Stadt Hannover ließen diese nur die „Schlosskapelle“ St. Gallus stehen, bis der Bischof von Minden im Folgejahr 1372 auch diesen Abriss und den Wiederaufbau an anderer Stelle erlaubte. Tatsächlich aber wurde der Neubau erst um 1446 errichtet, diesmal innerhalb der Stadtbefestigung Hannovers an der Burgstraße Ecke Ballhofstraße. Bei der Ausstattung bedienten sich die Bürger am Inventar der ehemaligen Burgkapelle, auch die Dotationen das Hauptaltars, der St. Gallenhof und die dazugehörigen Güter, gingen auf die neue Kapelle über.
Gestiftet wurde der Bau, nach bischöflicher Bestätigung, von dem Patrizier Ludolph Quirre (auch: Ludolf Quirre (* um 1395 in Hannover; † 1463), der es später durch hannoversche Seilschaften bis zum Dompropst von Halberstadt brachte). Im Folgejahr 1447 wurde das Gotteshaus durch Bischof Heinrich von Minden geweiht. Im selben Jahr erhielt Gerd von Dassel die Erlaubnis des Herzogs zum Bau einer Küsterei nach den Vorstellungen und Anweisungen von Quirre.
Für den späteren Bischof von Dorpat, Dietrich Reseler, wurde jährlich jeweils eine Woche nach Mariä Himmelfahrt (15. August) eine Seelenmesse gefeiert.
Die Kapelle diente ein knappes Jahrhundert den Gottesdiensten bis zur Einführung der Reformation in Hannover 1533. Die Erben des Stifters trafen mit dem Rat der Stadt von Hannover die Vereinbarung, dass sie auf Lebenszeit ihre Rechte und Einkünfte an dem Stift genießen konnten, diese anschließend aber dem Bürgermeister und dem Rat zufallen sollten.
Der Landesherr, der seit der Reformation angesehene Persönlichkeiten auf Lebenszeit mit der der Kapelle zustehenden Gütern belehnte, trat 1555 seine Rechte an den Magistrat ab mit der Bedingung, das zusätzliche Vermögen „zur Ehre Gottes und zur Beförderung der [religiösen] Studien“ einzusetzen.
Dann zerfiel das Gebäude allmählich, der größere Teil inmitten des Dreißigjährigen Krieges, am 26. November 1630 während eines Orkans, der auch die Turmspitze der Kreuzkirche zum Einsturz brachte.
Vier Jahrzehnte später dienten die Steine der St. Gallus-Kapelle 1670 dem Bau der Neustädter Hof- und Stadtkirche in der Calenberger Neustadt.

## Baubeschreibung
Die 1446 errichtete St. Gallenkapelle an der Burgstraße Ecke Ballhofstraße war ein rechteckiger Ziegelbau. Er hatte steile Giebel und Dachreiter. Der Chronist Johann Heinrich Redecker zeichnete später einen Grundriss und eine Ansicht des Gebäudes.